# 교방천
교방천은 경상남도 창원시 마산합포구 산호동에 있는 하천이다. 원각사 근처에서 시작되어 회원천과 만나서 마산만으로 흘러 들어가는 하천이다. 교방천은 산책로가 구성되어 있지만 산책로가 제대로 구성되지 않아서 아직 계속해서 보수공사를 진행 중이다. 물의 수심이 매우 낮고 산책로도 가다가 끊긴다.